# Bauhinia tubicalyx
Bauhinia tubicalyx är en ärtväxtart som beskrevs av William Grant Craib. Bauhinia tubicalyx ingår i släktet Bauhinia och familjen ärtväxter. Inga underarter finns listade i Catalogue of Life.